# Skalský rybník a Klokočínská olšina
Přírodní památka Skalský rybník a Klokočínská olšina je rybník, nalézající se severovýchodně od obce Skály v okrese Písek, který je vyhlášen jako přírodní památka na ochranu rostlinných a živočišných druhů. Rybník s přilehlými břehy a lesnatým porostem pod hrází je chráněn od roku 1986. Správu nad památkou vykonává AOPK České Budějovice.
Přírodní památka se rozkládá na území 12,82 ha a okolo památky se současně nachází v severovýchodním směru 140 metrové ochranné pásmo, v ostatních směrech 50 metrů. Vnitřní část památky je vyznačena dvěma červenými pruhy. Území leží z geomorfologického hlediska v oblasti Českobudějovické pánve (konkrétněji jejího podcelku Putimská pánev a okrsku Kestřanská pánev).

## Lokalita
Chráněné území se rozkládá v okrese Písek v jižních Čechách 1,5 km východně od obce Skály, kde leží mezi dvojicí frekventovaných železničních tratí z Protivína do Strakonic (č. 190) a do Písku (č. 200).

## Historie

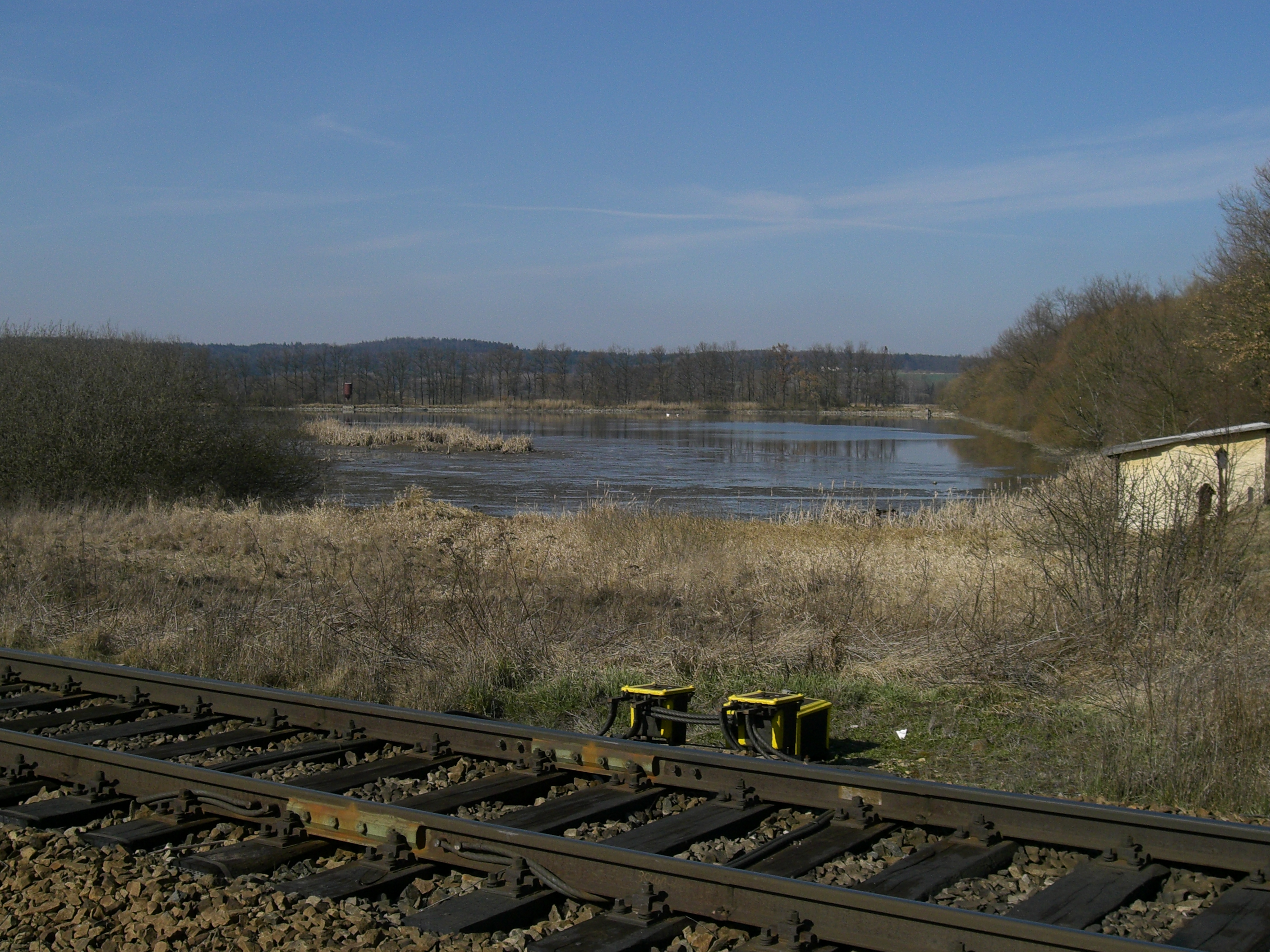
Před rybníkem se nachází frekventovaná železniční trať

Přírodní památka byla vyhlášena 4. prosince 1985 vyhláškou okresního národního výboru Písek s datem účinnosti 1. února 1986. Svůj název přírodní památka dostala dle rybníka, který se na lokalitě nachází a který zabírá významnou část území. Na jaře 2008 byl rybník z části vypuštěn. Pod hrází se nacházel vzrostlý lužní les, ve kterém se nacházejí značné mokřady.

## Přírodní poměry

### Flora
Z rostlin pak bazanovec kytkokvětý (Lysimachia thyrsiflora), prstnatec májový (Dactylorhiza majalis), žebratka bahenní (Hottonia palustris), kosatec žlutý (Iris pseudacorus), žluťucha lesklá (Thalictrum lucidum), ostřice pobřežní (Carex riparia) a jiné.

### Fauna
Vyskytují se zde tři chráněné ptačí druhy v podobě husy velké (Anser anser), kopřivky obecné (Anas strepera) a rybáka obecného (Sterna hirundo). Další chráněné druhy byly pozorovány v okolí na přilehlých loukách a porostech. Jedná se například o kriticky ohroženého břehouše černoocasého (Limosa limosa), či vodouše rudonohého (Tringa totanus), žluva hajní (Oriolus oriolus) atd. Z obojživelníků se zde vyskytuje kuňka obecná (Bombina bombina). V minulosti se zde vyskytoval i orlovec říční (Pandion haliaetus).

## Důvod ochrany
Předmět ochrany je spojen s ornitologicko-botanickým významem oblasti.

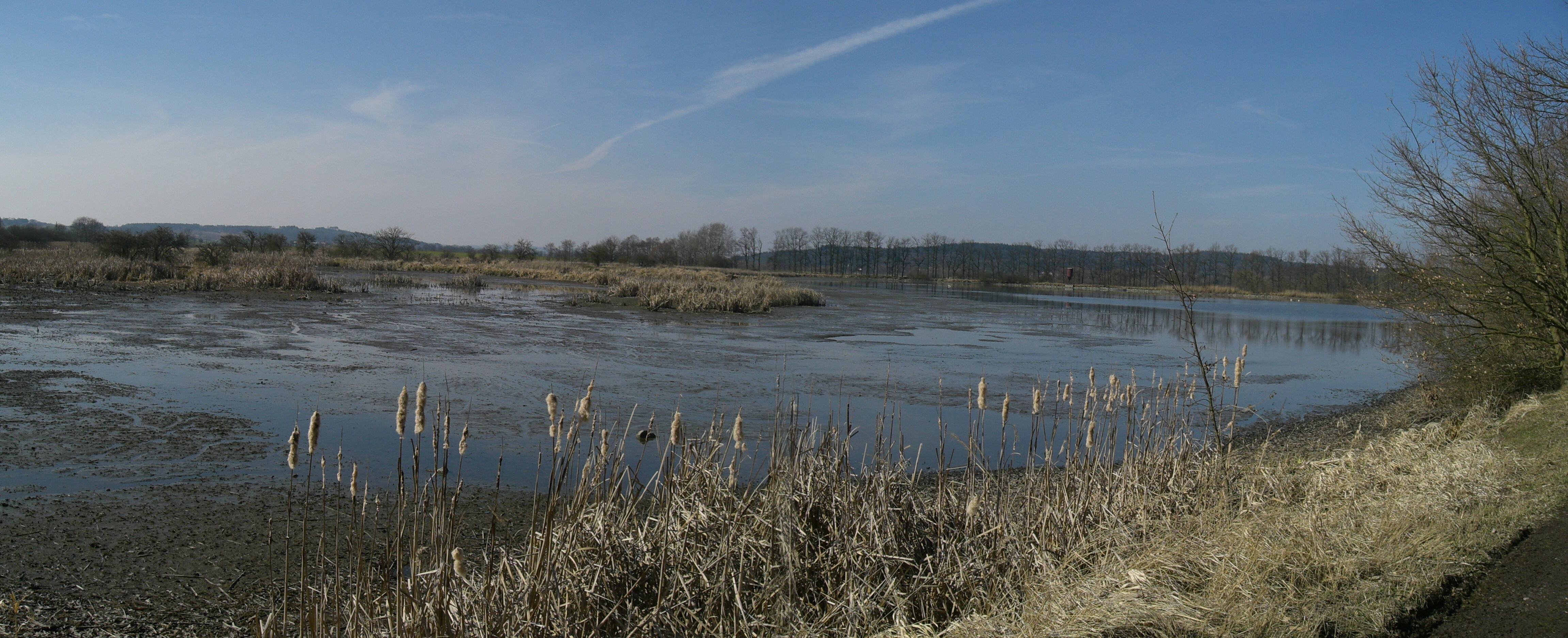
Přírodní památka Skalský